# 그리스인의 성명
그리스인의 성명은 그리스 로마 신화나 고대 그리스 전통, 신약 성서와 구약 성서, 초기 기독교 전통에서 비롯된 것 등이 있다. 일부 이름은 흔히 쓰이며, 항상 그런건 아니지만 영어화된 것도 있다. 남성 이름은 보통 '이스'(-ης)와 '오스'(-ος)로 끝나며, '아'(-α)나 '-온'(-ων)도 있다. '-이아스'(-ίας), '-일'(-ήλ) 혹은 가끔 '-이스'(-ης, ής)로 끝나는 이름의 경우, 히브리어 인명이 그리스어화 된 경우도 있다. 여성 이름은 대부분 '-아'(-α)나 '-이'(-η)로 끝난다.

## 고대 인명
| - 아카마스 (Ἀκάμας) - 아킬레우스 (Ἀχιλλεύς) - 아도니스 (Ἄδονις) - 아이네이아스 (Αἰνείας) - 아가멤논 (Αγαμέμνων) - 아게노르 (Ἀγήνωρ) - 아이아스 (Αἴας) - 알키비아데스 (Ἀλκιβιάδης) - 알키오네 (Ἀλκυόνη) - 알렉산드로스 (Ἀλέξανδρος) - 아낙시만드로스 (Ἀναξίμανδρος) - 안테노르 (Ἀντήνωρ) - 안드로클레스 (Ἀνδροκλῆς) - 안드로메다 (Ἀνδρομέδα) - 안티고네 (Ἀντιγόνη) - 아프로디테 (Ἀφροδίτη) - 아폴론 (Ἀπόλλων) - 아르켈로코스 (Ἀρχέλοχος) - 아르키메데스 (Ἀρχιμήδης) - 아르고스 (Ἀργός) - 아리아드네 (Ἀριάδνη) - 아리스타르코스 (Ἀρίσταρχος) - 아리스테이데스 (Ἀριστείδης) - 아리스토클레스 (Ἀριστοκλῆς) - 아리스토텔레스 (Ἀριστοτέλης) - 아르테미스 (Ἄρτεμις) - 아테나 (Ἀθηνᾶ) - 아트레우스 (Ἀτρεύς) - 칼카스 (Κάλχας) - 칼리오페 (Καλλιόπη) - 칼리로에 (Καλλιρρόη) - 카산드라 (Κασσάνδρα) - 카시오페이아 (Κασσιόπεια) - 크리세스 (Χρύσης) - 클레오파트라 (Κλεοπάτρα) - 클리타임네스트라 (Κλυταιμνήστρα) - 코온 (Κόων) - 크리노 (Κρινώ) - 다이달로스 (Δαίδαλος) - 다나에 (Δανάη) - 다프네 (Δάφνη) - 데몰레온 (Δημολέων) - 데메테르 (Δημήτηρ) - 디오클레스 (Διοκλῆς) | - 디오게네스 (Διογένης) - 디오메데스 (Διομήδης) - 디오니소스 (Διόνυσος) - 엘렉트라 (Ἡλέκτρα) - 에테오클레스 (Ἐτεοκλής) - 에우클레이데스 (Ευκλείδης) - 에우리피데스 (Εὐριπίδης) - 에우로페 (Εὐρώπη) - 에우리디케 (Εὐρυδίκη) - 에우리마코스 (Εὐρύμαχος) - 가이아 (Γαία) - 글라우코스 (Γλαῦκος) - 하르모니아 (Ἁρμονία) - 헥토르 (Ἕκτωρ) - 헬레네 (Ἑλένη) - 헬리안테 (Ἡλιάνθη) - 헬리카온 (Ἑλικάων) - 헤라 (Ἥρα) - 헤라클레스 (Ἡρακλής) - 헤르메스 (Ἑρμῆς) - 헤르미오네 (Ἡρμιόνη) - 헤로도토스 (Ἡρόδοτος) - 헤시오도스 (Ἡσίοδος) - 히폴리타 (Ἱππολύτα) - 히폴리토스 (Ἱππόλυτος) - 호메로스 (Ὅμηρος) - 히아킨토스 (Ὑάκινθος) - 히파티아 (Ὑπατία) - 이안테 (Ἰάνθη) - 이카로스 (Ἴκαρος) - 이도메네우스 (Ἰδομενεύς) - 이피다마스 (Ἰφιδάμας) - 이피게네이아 (Ἰφιγένεια) - 이스메네 (Ἰσμήνη) - 이아손 (Ἰάσων) - 이오카스테 (Ἰοκάστη) - 레오다마스 (Λεωδάμας) - 레오니다스 (Λεωνίδας) - 레토 (Λητώ) - 리쿠르고스 (Λυκοῦργος) - 메데이아 (Μήδεια) - 멜포메네 (Μελπομένη) | - 메넬라오스 (Μενέλαος) - 밀티아데스 (Μιλτιάδης) - 나르키소스 (Νάρκισσος) - 네스토르 (Νέστωρ) - 니칸드로스 (Νίκανδρος) - 니카노르 (Nικάνωρ) - 오케아노스 (Ὠκεανός) - 오디세우스 (Ὀδυσσεύς) - 오이디푸스 (Οἰδίπους) - 오레스테스 (Ὀρέστης) - 오르페우스 (Ὀρφεύς) - 판도라 (Πανδώρα) - 파리스 (Πάρις) - 파트로클로스 (Πάτροκλος) - 페데오스 (Πηδέος) - 펠레우스 (Πηλεύς) - 페넬로페 (Πηνελόπη) - 페리클레스 (Περικλῆς) - 필리포스 (Φίλιππος) - 필론 (Φίλων) - 포이베 (Φοίβη) - 필리스 (Φυλλίς) - 플라톤 (Πλάτων) - 폴리보스 (Πόλυβος) - 폴리네이케스 (Πολυνείκης) - 프리아모스 (Πρίαμος) - 레아 (Ῥέα) - 스킬라 (Σκύλλα) - 셀레네 (Σελήνη) - 시모니데스 (Σιμωνίδης) - 소크라테스 (Σωκράτης) - 솔론 (Σόλων) - 소포클레스 (Σοφοκλῆς) - 탈티비오스 (Ταλθύβιος) - 텔레마코스(Τηλέμαχος) - 테튀스 (Τηθύς) - 탈레이아 (Θάλεια) - 테아노 (Θεανώ) - 테세우스 (Θησεύς) - 테스토르 (Θέστωρ) - 테티스 (Θέτις) - 우라니아 (Οὐρανία) - 우라노스 (Οὐρανός) - 크산티페 (Ξανθίππη) - 크세노폰 (Ξενοφῶν) - 제논 (Ζήνων) |

## 성서 인명
| - 안드레아스 (Ἀνδρέας) - 안나 (Ἄννα) - 다니엘 (Δανιήλ) - 엘리아스 (Ἠλίας) - 가브리엘 (Γαβριήλ) - 이사이아스 (Ἠσαΐας) - 이아코브 (Ἰακώβ) - 이아코보스 (Ἰάκωβος) - 이에레미아스 (Ἱερεμίας) | - 이오케임 (Ἰωακείμ) - 요한네스 (Ἰωάννης) - 이오세프 (Ἰωσήφ) - 루키스 (Λουκᾶς) - 마르코스 (Μάρκος) - 마리아 (Μαρία) - 마르타 (Μάρθα) - 마타이오스 (Ματθαῖος) - 미카엘 (Μιχαήλ) - 모세 (Μωϋσῆς) | - 파울로스 (Παῦλος) - 페트로스 (Πέτρος) - 사라 (Σάρα) - 시메온 (Συμεών) - 솔로몬 (Σολομών) - 스테파노스 (Στέφανος) - 자카리아스 (Ζαχαρίας) |